# Téton de Vénus (tomate)
Pour les articles homonymes, voir Téton de Vénus.
Téton de Vénus est le nom d'une variété de tomates dû à sa forme terminée en pointe. Qui rappelle, donc, la forme d'un téton. Il en existe de différentes couleurs (rouge ou jaune...). 

## Origine et caractéristiques
La tomate Téton de Vénus est originaire d'Italie. Un pied peut atteindre 160, voire 200 cm, de hauteur. Cette variété arrive à maturité après 75 jours de maturité environ. La forme de la tomate rappelle un sein galbée à la pointe dressée, d'où le nom.
Chaque tomate pèse entre 200 et 300 g et se présentent en grappe.

## Croyances phytomythologiques
Aphrodite/Vénus est la déesse qui s'est vue reliée à un grand nombre de noms vernaculaires dont la tomate Téton de Vénus.